# Conotrachelus integer
Conotrachelus integer (ang. Hickory nut curculio) – gatunek chrząszcza z rodziny ryjkowcowatych.

## Zasięg występowania
Ameryka Północna, występuje w Arizonie w USA.